# Alexandria (Luisiana)
Alexandria é uma cidade localizada no estado americano de Luisiana, na Paróquia de Rapides. A cidade foi fundada em 1785, e incorporada em 1882. Possui cerca de 120 mil habitantes em sua região metropolitana.

## Demografia
Segundo o censo americano de 2000, a sua população era de 46.342 habitantes. 
Em 2006, foi estimada uma população de 45.836, um decréscimo de 506 (-1.1%).

## Geografia
De acordo com o United States Census Bureau tem uma área de 
69,9 km², dos quais 68,4 km² cobertos por terra e 1,5 km² cobertos por água. Alexandria localiza-se a aproximadamente 26 m acima do nível do mar.

## Localidades na vizinhança
O diagrama seguinte representa as localidades num raio de 24 km ao redor de Alexandria. 